# Дворічанський район
Дворіча́нський райо́н — колишній район України у північно-східній частині Харківської області. Був створений 1923 року та проіснував до 1962 року. З 1963 по 1965 рік він входив до складу Куп'янського і Великобурлуцького районів Харківської області. Район було відновлено 8 грудня 1965 року, ліквідовано 2020 року шляхом включення до Куп'янського району. Населення станом на 1 грудня 2012 року становило 18 456 осіб.

## Географія
Дворічанський район розташований на північному сході Харківської області у лісостеповій зоні. Він межує: на півночі — з Валуйським районом Бєлгородської області Російської Федерації, на сході — з Троїцьким районом Луганської області, на півдні — з Куп'янським і на заході — з Великобурлуцьким районами Харківської області. Протяжність державного кордону з Російською Федерацією — 40 км.
Територія району становить 1112,35 км² (3,54% площі Харківської області).
Річки й водоймища займають 818,5 га (7,3% площі району). Територією Дворічанщини протікають річки: Оскіл (друга за розміром водяна артерія області), Верхня Дворічна, Нижня Дворічна, Вільшана, Тавільжанка.
В районі є запаси рудої і білої глини, крейди і річкового піску.
Адміністративний центр Дворічанського району — селище міського типу Дворічна. У Дворічанському районі функціонує 1 селищна і 13 сільських рад. Кількість населених пунктів — 55.

## Історія
Однією з характерних рис Дворічанського району є те, що протягом свого існування він знаходився на географічній і історичній межі держав і народів, про що свідчать окремі стоянки кам'яної доби та археологічні знахідки. В IV-І тис. до нашої ери на цій землі сходилися кордони племен ямно-гребенчатої, середньостоговської і трипільської культур. З другої половини ІІІ тисячоріччя до нашої ери й до XV сторіччя нашої ери представники Донецької групи ямної культури граничили й асимілювалися з племенами катакомбної культури. У V сторіччі до нашої ери землі на заході від річки Оскіл належали праслов'янам — осколотам. Тут проживали скіфи, сармати, болгари, угри, хозари, русичі, половці. Після навали монголо-татар у ХІІІ сторіччі цей край тривалий час залишався малозаселеним, тому його називали Диким Полем.
Дворічна виникла на території Дикого Поля між річками Оскіл і Дворічна в 1660 році з метою захисту населення від набігів монголо-татар. У перші десятиліття свого існування поселення виконувало роль одного з прикордонних форпостів (наприкінці XVII століття воно мало назву Полкова Дворічна), а після ліквідації Полкового устрою Дворічна стала військовою слободою.
Основним заняттям дворічан здавна було землеробство, тваринництво, бджільництво й рибальство. Серед місцевих промислів виділявся винокурний промисел, селітроваріння, а також виробництво дьогтю.
В ті часи в Дворічній діяли п'ять ярмарків на рік, на які приїжджали купці з Харкова, Бєлгорода, Валуйок, Ізюму і Донецьких степів.
Наприкінці XIX і початку ХХ сторіччя капіталістичні відносини почали проникати в сільськогосподарське виробництво району. Заможні місцеві селяни побудували в Дворічній два цегельних заводи, паровий і водяний млини, олійницю.
Духовне життя краю з кінця XVIII сторіччя розвивалося при наявності значного прошарку росіян. Постійний зв'язок з російськими столицями надовго визначив специфіку Дворічанщини — складової частини Харківщини, як регіону інтенсивного україно-російського впливу.
У 1923 році на території Дворічанської волості були утворені Дворічанський і Вільшанський райони, що входили до складу Куп'янського повіту.
Німецька окупація району в роки Німецько-радянської війни почалася 24 червня 1942 року й продовжувалася майже 8 місяців. Район звільнений 2 лютого 1943 року 6 гвардійським кавалерійським корпусом генерала-лейтенанта С.В. Соколова.
У роки Німецько-радянської війни тільки з 23 червня по 31 грудня 1941 року до складу діючої армії з району було призвано 5742 місцевих жителя. А після звільнення Дворічної у 1943 році до лав Радянської Армії було призвано ще 3000 чоловік. Біля двохсот дворічан брали участь у партизанському русі.
Людські втрати за роки Німецько-радянської війни склали:
- загиблих на фронті — 2828 чоловік;
- розстріляно під час окупації — 218 мирних громадян.

Високого звання Героя Радянського Союзу були удостоєні три дворічанина:
- Ковальов Олексій Федорович — старший сержант, командир гармати 1083-го полку 1-го Білоруського фронту (уродженець с. Токарівка);
- Лялін Василь Костянтинович — капітан, штурман ескадрильї 8-го окремого авіаполку далекої розвідки 8 повітряної армії (уродженець смт Дворічна);
- Титов Микола Петрович — полковник, командир 12-го гвардійського полку 5-й гвардійської дивізії 11-ї гвардійської армії 3-го Білоруського фронту (уродженець с. Колодязне).

У післявоєнний період з 1946 по 1958 рік у районі відновили виготовлення будівельних матеріалів та переробку сільськогосподарської продукції. Так, Дворічанський цегельний завод щорічно виготовляв 1,6 млн штук цегли, кільця для колодязів й мостів, черепицю. В районі також почалось розвиватися виробництво швейних виробів.
В 1966—1970 р. в районі посиленими темпами велися будівельні роботи в колективних господарствах. За цей період було побудовано 60 тваринницьких приміщень, 10 механізованих майстерень, 11 кормоцехів, введено в дію 15 шкіл, 10 сільських клубів, 16 магазинів, хлібозавод, 3 цегельних заводи, автостанція.

## Адміністративний устрій
Район адміністративно-територіальний поділяється на 1 селищна рада та 13 сільських рад, які об'єднують 95 населених пунктів та підпорядковані Дворічанській районній раді.

### Населені пункти зняті з обліку
- Березове
- Лихолобівка
- Лупачівка
- Погрібняківка

## Економіка
Сільське господарство і зараз є базовою галуззю економіки Дворічанського району. Площа сільськогосподарських угідь становить 87656.3 га (78.8% загальної площі району). У тому числі:
- рілля — 63877,29 га (72,8% сільгоспугідь);
- пасовища — 16809,5га (19,1%);
- сінокоси — 4622,2 га (5,3%).

Ліси й лісопосадки займають у районі 15278,69 га, що становить 13,7% території району.
У сільськогосподарському виробництві переважають виробництво молока, м'яса, а також вирощування зернових і технічних культур.
Останнім часом стабілізувалася робота промислового комплексу району. Торік промислові підприємства збільшили обсяги виробництва в 1,5 рази. Ця тенденція зберігається й у поточному році. На якісно новий рівень вийшла діяльність реформованих сільгосппідприємств, 80% з який працюють прибутково. Успішно розвивалася ситуація й на споживчому ринку, що дозволило збільшити товарообіг на 44,3%. Фінансовий результат діяльності суб'єктів господарювання склав 2,8 млн грн. прибутку.
У минулому році в районі було введено в експлуатацію 1420  м² житла; 970 м газопроводу низького тиску в с. Тополі; 1,4 км водогону в с. Рідкодуб, на спорудженні об'єктів каналізації й очищення стічних вод у смт. Дворічна освоєно понад 1 млн грн. Також здійснювалася реконструкція хірургічного відділення Центральної районної лікарні (300,2 тис. грн.) і гуртожитку в смт. Дворічна (201 тис. грн.).
Рівномірність території, сприятливі кліматичні умови, значні агрокліматичні та рекреаційні ресурси доповнюють переваги географічного положення району. Тут розміщується Краснооскільска зона рекреаційної діяльності — одна з найбільших у Харківській області. У заплаві річки Оскіл, між Куп'янськом і Дворічною, знайдені значні запаси мінеральних вод хлоридно-натрієвого складу. В екологічному відношенні вся територія району належить до умовно чистих, тобто вона практично безпечна для життя й господарської діяльності населення та рекомендована для усіх видів відпочинку і туризму. У районі створений Національний природний парк «Дворічанський».

### Основні напрямки розвитку
- відродження тваринництва, як основи стабільного функціонування сільгоспформувань;
- створення племінних господарств й сучасних комплексів з виробництва м'яса;
- впровадження прогресивних технологій у вирощуванні сільгоспкультур;
- розвиток місцевої переробної промисловості;
- створення оптимального ділового клімату для залучення інвестицій, розвиток підприємництва й «зеленого туризму».

## Населення
Розподіл населення за віком та статтю (2001):
| Стать | Всього | До 15 років | 15-24 | 25-44 | 45-64 | 65-85 | Понад 85 |
| --- | ------ | ----------- | ----- | ----- | ----- | ----- | -------- |
| Чоловіки | 10 295 | 2061        | 1294  | 3167  | 2615  | 1091  | 67       |
| Жінки | 12 026 | 1877        | 1307  | 3153  | 3089  | 2281  | 319      |
| \| Статево-вікова піраміда \| Статево-вікова піраміда \| Статево-вікова піраміда \| \| ----------------------- \| ----------------------- \| ----------------------- \| \| Чоловіки \| Вік \| Жінки \| \| 67 \| 85 + \| 319 \| \| 77 \| 80-84 \| 307 \| \| 235 \| 75-79 \| 715 \| \| 400 \| 70-74 \| 757 \| \| 379 \| 65-69 \| 502 \| \| 806 \| 60-64 \| 1062 \| \| 385 \| 55-59 \| 523 \| \| 675 \| 50-54 \| 766 \| \| 749 \| 45-49 \| 738 \| \| 823 \| 40-44 \| 856 \| \| 836 \| 35-39 \| 797 \| \| 781 \| 30-34 \| 732 \| \| 727 \| 25-29 \| 768 \| \| 666 \| 20-24 \| 663 \| \| 628 \| 15-20 \| 644 \| \| 823 \| 10-14 \| 774 \| \| 713 \| 5-9 \| 618 \| \| 525 \| 0-4 \| 485 \| |        |             |       |       |       |       |          |
| Статево-вікова піраміда |        |             |       |       |       |       |          |
| Чоловіки | Вік    | Жінки       |       |       |       |       |          |
| 67 | 85 +   | 319         |       |       |       |       |          |
| 77 | 80-84  | 307         |       |       |       |       |          |
| 235 | 75-79  | 715         |       |       |       |       |          |
| 400 | 70-74  | 757         |       |       |       |       |          |
| 379 | 65-69  | 502         |       |       |       |       |          |
| 806 | 60-64  | 1062        |       |       |       |       |          |
| 385 | 55-59  | 523         |       |       |       |       |          |
| 675 | 50-54  | 766         |       |       |       |       |          |
| 749 | 45-49  | 738         |       |       |       |       |          |
| 823 | 40-44  | 856         |       |       |       |       |          |
| 836 | 35-39  | 797         |       |       |       |       |          |
| 781 | 30-34  | 732         |       |       |       |       |          |
| 727 | 25-29  | 768         |       |       |       |       |          |
| 666 | 20-24  | 663         |       |       |       |       |          |
| 628 | 15-20  | 644         |       |       |       |       |          |
| 823 | 10-14  | 774         |       |       |       |       |          |
| 713 | 5-9    | 618         |       |       |       |       |          |
| 525 | 0-4    | 485         |       |       |       |       |          |

Чисельність населення району станом на 01.12.2012 року становила 18,46 тисяч осіб. У тому числі:
- міського населення — 3,81 тис. ос.;
- сільського населення — 14,65 тис. ос.

Щільність населення в районі становить 16,6 осіб на 1 км².
У Дворічанському районі проживає 7,6 тис. пенсіонерів (36,4% від загальної чисельності населення).
Народжуваність у районі в 2011 році становила 11,5 ос. на 1000 жителів.
Смертність — 19,67 ос. на 1000 жителів.
Національний склад населення в районі досить різноманітний:
| Національність | Кількість | %    |
| -------------- | --------- | ---- |
| українці       | 17493     | 83,7 |
| росіяни        | 3016      | 14,4 |
| білоруси       | 123       | 0,9  |
| молдавани      | 78        | 0,4  |
| вірмени        | 25        | 0,1  |
| інші           | 174       | 0,8  |

## Соціальна сфера
У районі налічується 19 загальноосвітніх шкіл й ліцей-інтернат, в яких працює 12 комп'ютерних класів. Завдяки турботі академіка права, народного депутата 3 та 4 скликань Чугуївського виборчого округу С. Б. Гавриша у 9 школах учні мають можливість регулярно користуватися Інтернетом (Дворічанський ліцей — інтернат, Дворічанська, Колодязненська, Кам'янська, Топільська, Жовтнева, Мечниківська, Вільшанська, Тавілжанська середні школи).
У районі також функціонують: музична школа, 2 дитячих спортивних школи, аграрний професійний ліцей, Центральна районна лікарня, 4 сільських амбулаторії сімейного лікаря, а також 26 ФАПів.
Культурні заклади району представлені: центральною районною бібліотекою, центральною районною дитячою бібліотекою, 22 сільськими бібліотеками, районним будинком культури, 23 сільськими будинками культури.
У районі видається щотижнева газета «Дворічанський край». Її тираж 1633 екз. З телевізійних каналів у районі стабільно приймаються «УТ — 1», «Інтер», «1+1», «ТЕТ», ТРК «Україна».
В районі функціонує 94 спортивних спорудження, у тому числі: 19 спортивних залів, 20 футбольних полів, 20 спортивних містечок, 33 волейбольні та 20 баскетбольних майданчики, а також 2 стадіони. Найкращий спортивний комплекс району — центральний стадіон «Колос». Найкращий спортивний зал у Дворічанської ДЮСШ.

## Релігія
У районі діють три релігійні громади Української Православної Церкви Московського Патріархату:
- Успіння Пресвятої Богородиці (смт. Дворічна);
- Побідоносця і Великомученика Георгія (с. Миколаївка);
- Вознесіння Господнє (с. Вільшана).

## Персоналії
У Дворічанському районі, недалеко від міста Куп'янська, у селі Мечнікове є музей лауреата Нобелівської премії, мікробіолога Іллі Мечникова. Вчений з дитинства виявляв дивовижні здібності. Працював у Харкові, Одесі, Парижі.
Дворічанщина є малою Батьківщиною деяких видатних людей, які залишили слід в історії.

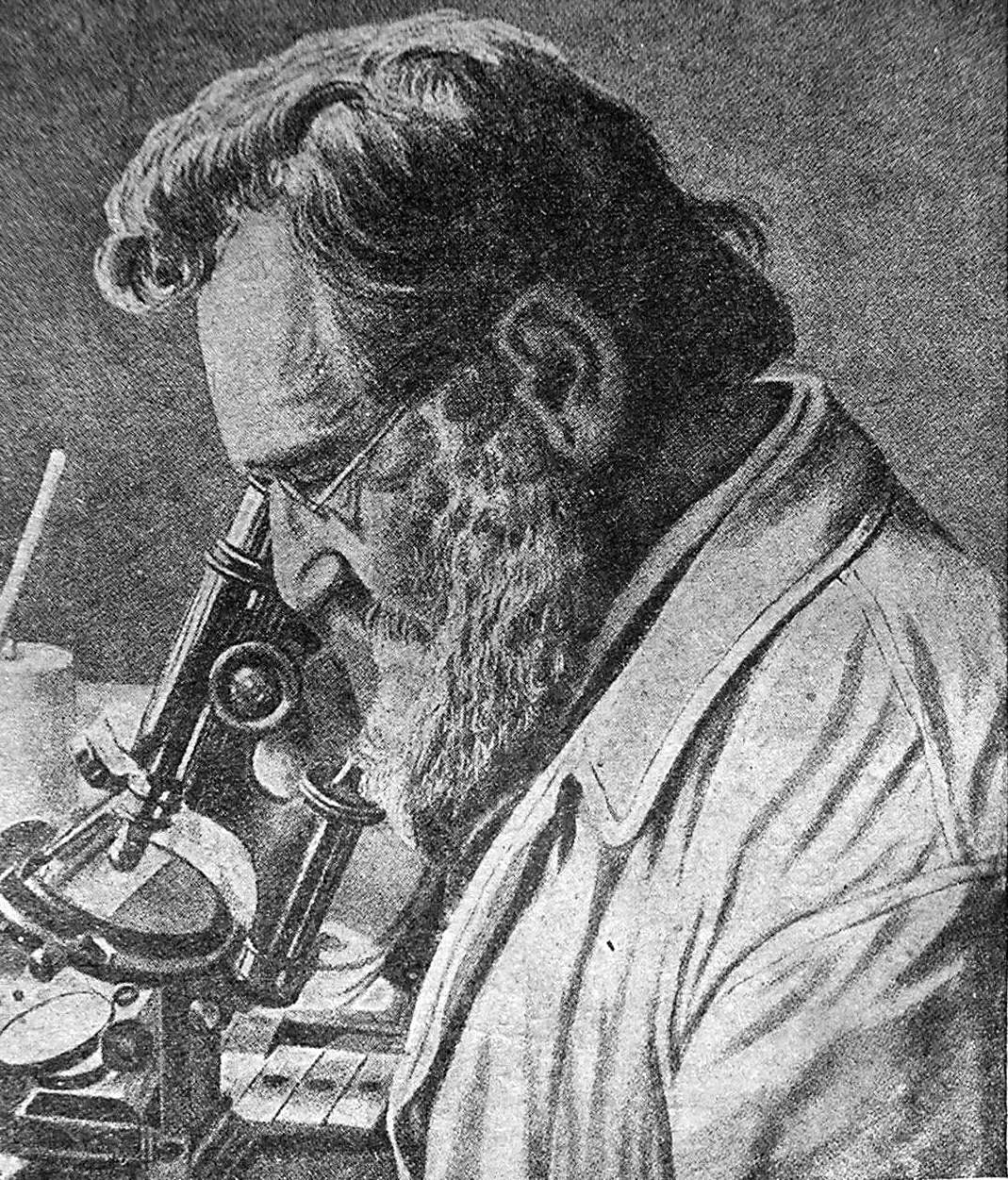
Ілля Ілліч Мечников

Тут народилися:
- Іванівка — батьківщина лауреату Нобелівської премії з медицини та фізіології Іллі Мечникова. Ілля Ілліч народився 15 травня 1845 у сім'ї гвардійського офіцера, поміщика Іллі Івановича Мечникова. Мати — Емілія Львівна — дочка публіциста Лейба Нойеховіча (Льва Миколайовича) Неваховіча — засновника російсько-єврейської літератури. Старший брат Іллі Ілліча — Лев народився 18 травня 1838 в Санкт-Петербурзі. Він був відомий як географ, соціолог, революционер-анархист і публіцист.
- Гредескул Микола Андрійович (1865-1941) - юрист, професор Харківського університету, депутат Першої Державної думи в 1906 р.
- П. С. Писаревський;— поет-байкар;
- М. А. Плевако — видатний український учений літературознавець і біограф;
- М. І. ;Печеніжський — член союзу письменників СРСР;
- О. В. Дворниченко — один з конструкторів дизельного двигуна танка Т-34.
- Плевако Петро Антонович — громадський, політичний і церковний діяч, член Української Центральної Ради.

## Політика
25 травня 2014 року відбулися Президентські вибори України. У межах Дворічанського району було створено 25 виборчих дільниць. Явка на виборах складала - 53,71% (проголосували 8 100 із 15 081 виборців). Найбільшу кількість голосів отримав Михайло Добкін - 34,58% (2 801 виборців); Петро Порошенко - 22,98% (1 861 виборців), Сергій Тігіпко - 13,26% (1 074 виборців), Юлія Тимошенко - 6,69% (542 виборців), Петро Симоненко - 5,41% (438 виборців). Решта кандидатів набрали меншу кількість голосів. Кількість недійсних або зіпсованих бюлетенів - 3,38%.
С П И С О К
депутатів Дворічанської районної ради
обраних в багатомандатному виборчому окрузі
на місцевих виборах 25 жовтня 2015 року  
| Прізвище, ім’я, по батькові депутата | Посада                                          | Місце роботи | Назва місцевої організації політичної партії, від якої обрано депутата                             |
| Акулов Василь Володимирович          | генеральний директор                            | ПСП | Дворічанська районна в Харківській області організація партії «Блок Петра Порошенка «Солідарність» |
| Базарна Олена Олексіївна             | бухгалтер                                       | Товариство з обмеженою відповідальністю «Східагроконтракт»                                                                 | Дворічанська районна організація політичної партії «Всеукраїнське об’єднання «Центр»               |
| Бєлуха Людмила Анатоліївна           | голова профспілки                               | Профспілка | Дворічанська районна організація політичної партії «Всеукраїнське об’єднання «Центр»               |
| Василець Валентина Анатоліївна       | пенсіонер                                       | Пенсіонер | Дворічанська районна партійна організація ВО «Батьківщина»                                         |
| Гиренко Андрій Іванович              | голова                                          | Фермерське господарство «Гиренко А.І.»                                                                                     | Дворічанська районна в Харківській області організація партії «Блок Петра Порошенка «Солідарність» |
| Глотова Людмила Іванівна             | Керуюча справами                                | Дворічанська районна рада                                                                                                  | Дворічанська районна організація Партії «Відродження»                                              |
| Дорошенко Василь Іванович            | Голова                                          | Районна організація ветеранів                                                                                              | Дворічанська районна організація політичної партії «Всеукраїнське об’єднання «Центр»               |
| Концевич Олександр Андрійович        | викладач кафедри “Міцність та надійність машин” | Харківський національний технічний університет сільського господарства ім.П.Василенка                                      | Дворічанська районна в Харківській області організація партії «Блок Петра Порошенка «Солідарність» |
| Кулик Микола Вікторович              | інженер з охорони праці                         | ПП «Джерело» | Дворічанська районна організація політичної партії «Всеукраїнське об’єднання «Центр»               |
| Лебединський Юрій Вікторович         | заступник директора                             | ПСП «Вільшанське» | Дворічанська районна в Харківській області організація партії «Блок Петра Порошенка «Солідарність» |
| Найданова Лариса Миколаївна          | директор                                        | Територіальний центр соціального обслуговування (надання соціальних послуг) Дворічанської районної державної адміністрації | Дворічанська районна в Харківській області організація партії «Блок Петра Порошенка «Солідарність» |
| Остапенко Олександр Михайлович       | пенсіонер                                       | пенсіонер | Дворічанська районна організація політичної партії «Всеукраїнське об’єднання «Центр»               |
| Пилипенко Володимир Петрович         | пенсіонер                                       | пенсіонер | Дворічанська районна організація політичної партії «Всеукраїнське об’єднання «Центр»               |
| Приходько Валерій Анатолійович       | Голова                                          | Дворічанська районна державна адміністрація                                                                                | Дворічанська районна в Харківській області організація партії «Блок Петра Порошенка «Солідарність» |
| Рибалка Олександр Іванович           | зоотехнік                                       | ПСП « Виселок» | Дворічанська районна партійна організація ВО «Батьківщина»                                         |
| Рябенко Володимир Миколайович        | пенсіонер                                       | пенсіонер | Дворічанська районна організація політичної партії «Всеукраїнське об’єднання «Центр»               |
| Саранді Наталія Михайлівна           | Вчитель української мови та літератури          | Дворічанська загальноосвітня школа І-ІІІ ступенів                                                                          | Дворічанська районна організація політичної партії «Всеукраїнське об’єднання «Центр»               |
| Сердюк Петро Іванович                | Фізична особа-підприємець                       | Фізична особа-підприємець                                                                                                  | Дворічанська районна партійна організація ВО «Батьківщина»                                         |
| Скиба Володимир Миколайович          | директор                                        | ТОВ «Колодязненське» | Дворічанська районна в Харківській області організація партії «Блок Петра Порошенка «Солідарність» |
| Скоропльот Надія Іванівна            | Начальник                                       | Управління соціального захисту населення Дворічанської районної державної адміністрації                                    | Дворічанська районна партійна організація політичної партії «НАШ КРАЙ»                             |
| Скрипніков Сергій Вікторович         | Фізична особа-підприємець                       | Фізична особа-підприємець                                                                                                  | Дворічанська районна партійна організація ВО «Батьківщина»                                         |
| Тамарян Микаєл Григорович            | директор                                        | ТОВ «Агроліга» | Дворічанська районна в Харківській області організація партії «Блок Петра Порошенка «Солідарність» |
| Терехова Наталія Іванівна            | інспектор                                       | Служба у справах дітей Дворічанської районної державної адміністрації                                                      | Дворічанська районна партійна організація політичної партії «НАШ КРАЙ»                             |
| Турбаба Галина Григорівна            | Голова                                          | Дворічанська районна рада                                                                                                  | Дворічанська районна організація політичної партії «Всеукраїнське об’єднання «Центр»               |
| Хавелов Іван Петрович                | Голова                                          | Фермерське господарство Хавелов І.П.                                                                                       | Дворічанська районна організація політичної партії «Всеукраїнське об’єднання «Центр»               |
| Чудік Сергій Вікторович              | приватний підприємець                           | приватний підприємець | Дворічанська районна організація Партії «Відродження»                                              |

## Пам'ятки
- Пам'ятки історії Дворічанського району
- Пам'ятки архітектури Дворічанського району
- Пам'ятки археології Дворічанського району

### Пам'ятки природи
- Ботанічний заказник місцевого значення «Червоний»
- Націона́льний приро́дний парк «Дворіча́нський»

| Дворубчіне      | Заказник Ботанічний місцевого значення        | 68    | Рішення облвиконкому 03.12.1984 №562     | Кам’янське лісництво кв.34                              |
| Колодязнянській | Заказник Ботанічний місцевого значення        | 94,5  | Рішення облради від 24.09.2002           | біля с. Колодязне Дворічанський район                   |
| Коновалове      | Заказник Ботанічний місцевого значення        | 25    | Рішення облвиконкому від 30.12.1984 №562 | Дворічанське лісництво кв.5 Дворічанський район         |
| Конопляне       | Заказник Ботанічний місцевого значення        | 315,9 | Рішення облради від 17.11.1998           | с. Тополі, с. Кам’янка Дворічанський район              |
| Коробочкине     | Заказник Ботанічний місцевого значення        | 29,1  | Рішення облвиконкому 03.12.1984 №562     | біля селища Дворічна Дворічанський район                |
| Крейдяний       | Заказник Ботанічний місцевого значення        | 36,9  | Рішення облвиконкому 03.12.1984 №562     | біля селища Дворічна Дворічанський район                |
| Криничанський   | Заказник ентомологічній місцевого значення    | 18    | Рішення облвиконкому 03.12.1984 №562     | Дворічанський район                                     |
| Новоєгорівська  | Пам'ятка природи ботанічна місцевого значення | 2,5   | Рішення облвиконкому 03.12.1984 №562     | Дворічанський район                                     |
| Озерний         | Заказник Ботанічний місцевого значення        | 44    | Рішення облвиконкому 03.12.1984 №562     | Кам’янське лісництво кв. 16, кв. 17 Дворічанський район |
| Осичняк         | Заказник ентомологічній місцевого значення    | 20    | Рішення облвиконкому 03.12.1984 №562     | Дворічанський район                                     |
| Осокивській     | Заказник ентомологічній місцевого значення    | 25    | Рішення облвиконкому 03.12.1984 №562     | Дворічанський район                                     |
| Піщаний         | Заказник ентомологічній місцевого значення    | 15    | Рішення облвиконкому 03.12.1984 №562     | Дворічанський район                                     |
| Строївській     | Заказник ентомологічній місцевого значення    | 28    | Рішення облвиконкому 03.12.1984 №562     | Дворічанський район                                     |
| Червоний        | Заказник Ботанічний місцевого значення        | 49,8  | Рішення облвиконкому 03.12.1984 №562     | с. Нижнє Червоне Дворічанський район                    |